# Прапор Чилі
Прапор Чилі — державний символ Республіки Чилі прийнятий 18 жовтня 1817 року.
Прапор складається з двох рівних горизонтальних смуг: білої (зверху) і червоної. У верхньому лівому кутку знаходиться синій квадрат, який має таку ж висоту, як у біла смуга. У центрі квадрата розташована біла п'ятипроменева зірка, яка символізує провідника до успіхів і слави. Синій колір символізує небо, білий — Анди, покриті снігом, а червоний — кров, пролиту в боротьбі за незалежність.
На дизайн прапора вплинув дизайн прапора США.

## Історія

### Прапори до незалежності

Прапор, можливо, використовувався військами мапуче на початку 18 століття Арауканська війна.

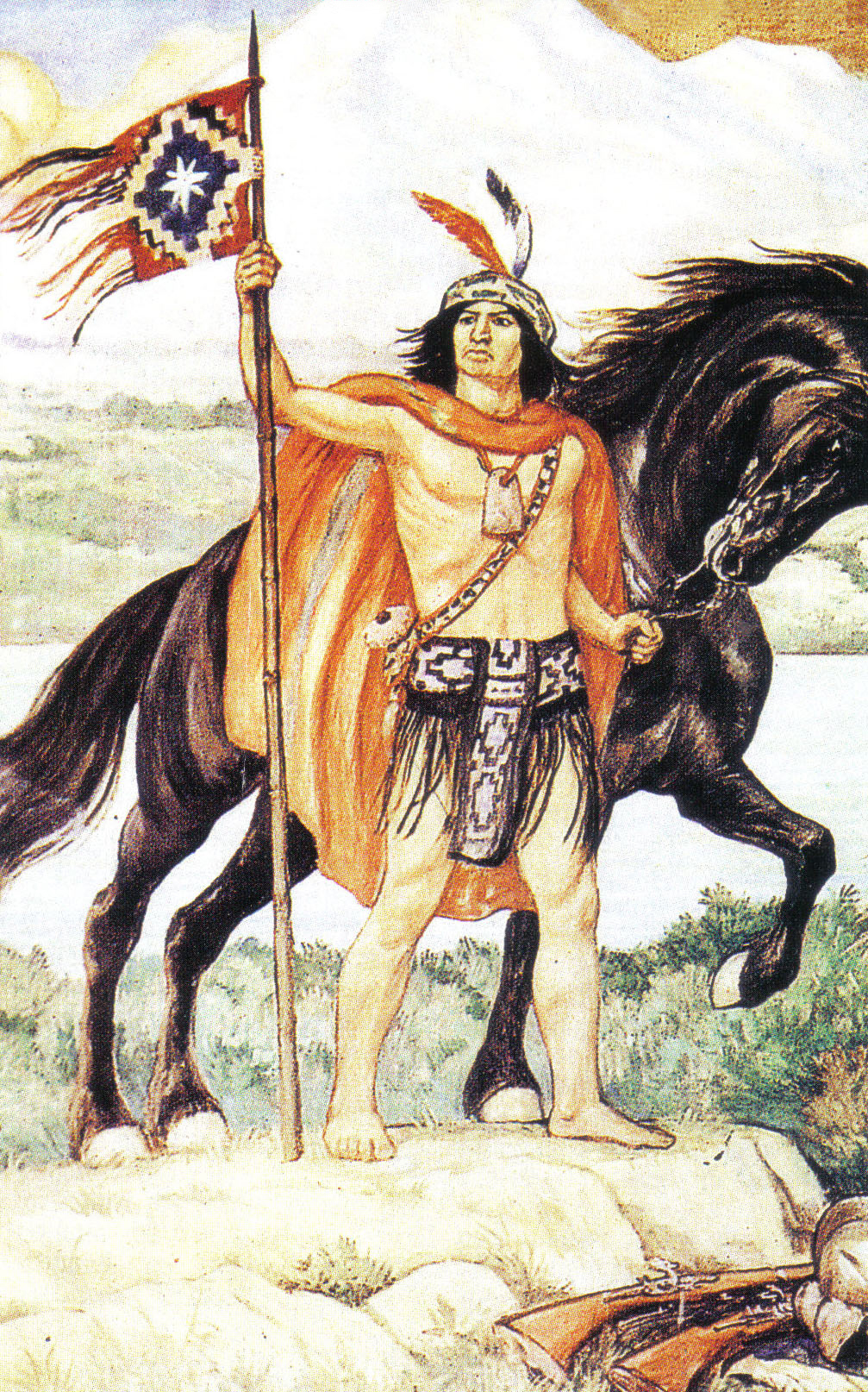
Прапор мапуче за твором «El joven Lautaro» (1946) Фрая Педро Суберкасо

Перші записи про можливе використання прапорів корінними народами датуються Арауканською війною, найвідомішим є використання, описане в епічній поемі кінця 16-го століття La Araucana. У Canto XXI Алонсо де Ерсілья-і-Суньїга описав Талькауано, воїна та вождя мапуче, який обробляє землі поблизу сучасного міста, яке носить його ім'я, з емблемами синій, білий і червоний.
Задокументовано два прапори, які використовували війська мапуче. Однак ці описи були зроблені наприкінці вісімнадцятого століття без певності щодо їхнього віку. Один складався з п'ятипроменевої білої зірки на блакитному тлі, подібної до кантону нинішнього чилійського прапора, а другий мав білу восьмипроменеву зірку в центрі синього ромба з зигзагоподібною рамкою на чорному тлі. Останнім прапором, здається, розмахує вождь Лаутаро на найвідомішому художньому зображенні, створеному художником Педро Суберкасо. 
Основним символом цього прапора є зірка Арауко, яка називається guñelve, що символізує квітку канело та яскраву зірку Венери. Під час здобуття Чилі незалежності Бернардо О'Гіґґінс сказав, що зірка Арауко була прямим натхненням для створення чилійського прапора з Самотньою зіркою. 
У випадку військ колонізаторів вони використовували кілька Іспанський прапор. Кожен батальйон мав власний прапор, який міг включати різні елементи, включаючи геральдичний герб короля Іспанії. Одним із символів, який найчастіше використовувався, був Бургундський хрест, зубчастий червоний сальтир, перехрещений на білій тканині. Бургундський хрест був одним із головних символів Іспанської імперії за кордоном, тому він майорів над військовими кораблями та носився ополченням на колоніальній території під час іспанської колонізації Америки.
У 1785, Карлос III встановив єдиний прапор для всіх кораблів Іспанської Армади, схожий на нинішній прапор Іспанії. Використання цього червоно-жовтого прапора буде поширене в 1793 році на «морські міста, замки та берегову оборону». Незважаючи на встановлення цього нового прапора, хрест Бургундії все ще часто використовувався колоніальними утвореннями.

### ПрапорPatria Vieja(1812–1814)

Прапор Patria Vieja (1812–1814). Перший національний прапор Чилі, який використовувався на торгових суднах.

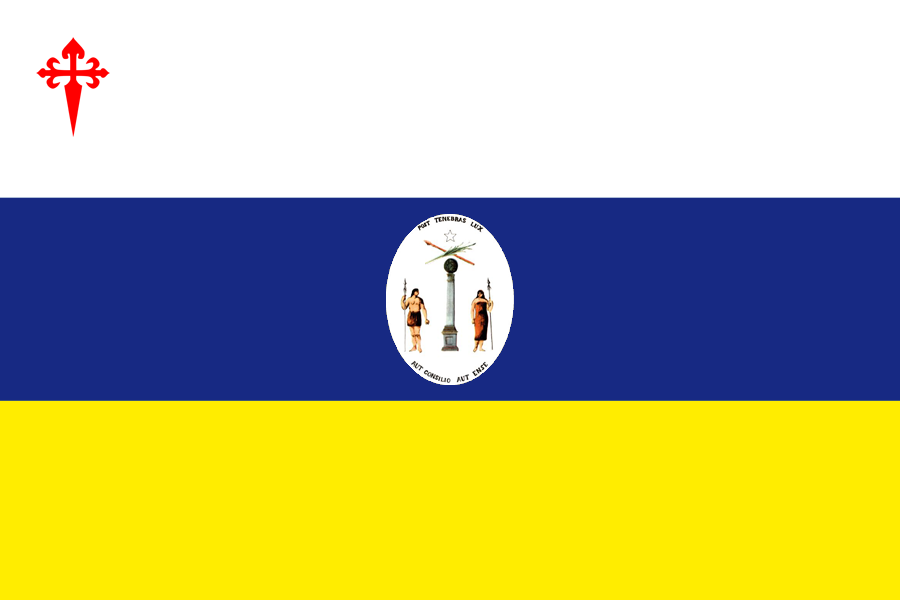
Один з варіантів прапора Patria Vieja з гербом в центрі і Хрестом св. Якова в кантоні.

На початку Війни за незалежність Чилі 18 вересня 1810 року було проголошено Першу урядову хунту, що стало першим кроком Чилі до незалежності. Саме під час уряду Хосе Мігеля Каррери прагнення до емансипації набуде більшої сили. Тим не менш, хунта була заснована (принаймні номінально) як спосіб контролю над урядом під час відсутності короля Фернандо VII, так що символи уряду залишалися іспанськими. Тому одним із перших актів його уряду було впровадження національних символів, таких як знаки розрізнення, герб та відмінний прапор для ідентифікації патріотів. Перший прапор, згідно з традицією, був вишитий сестрою правителя, Хав’єра Каррера, і був представлений і піднятий вперше 4 липня 1812 року на вечері з консулом США Джоелем Робертсом Пойнсеттом на святкування річниці незалежності США, події, яка мала великий вплив на боротьбу місцевих жителів за незалежність.
Названий прапором «Patria Vieja» («Стара Батьківщина»), він мав три горизонтальні смуги синього, білого та жовтого кольорів. Для деяких смуги представляють три гілки влади: народну величність, закон і силу відповідно; для інших смуги представляють особливості природи: небо, засніжені Анди та поля золотої пшениці відповідно. Наступного 30 вересня, під час святкування в столиці в честь першої урядової хунти, чилійський герб, також званий «Patria Vieja», був урочисто прийнятий і розміщений у центрі прапора.
Хоча синьо-біло-жовтий прапор "Patria Vieja" був найбільш відомим, інші версії використовували інше розташування кольорів, наприклад, біло-синьо-жовтий. В інших випадках червоний Хрест Сантьяго був включений у верхній лівий кут разом із гербом у центрі. Хрест походить від перемоги військ патріотів у Битві при Ель-Роблі, де в межах захопленої воєнної здобичі знаходився відмітний знак Ордену Сантьяго, важливий символ іспанської гордості.
У 1813 році після вторгнення роялістів і початку Війни за незалежність іспанські символи були скасовані, а триколірний прапор був офіційно прийнятий патріотичними силами на церемонії на Плаза-Майор Сантьяго. Через кілька місяців, у 1814 році, Каррера залишив політичну та військову владу, а Франсіско де ла Ластра було обрано Вищим директором. Війна за незалежність почалася з великими втратами для патріотів, тому 3 травня 1814 року було підписано Ліркейський договір. Ця угода підтвердила суверенітет Іспанії над територією Чилі, серед іншого, і, як один із прямих наслідків, іспанський прапор було знову прийнято за рахунок триколору.
Прапор «Patria Vieja» знову майорів після повернення Каррери до влади 23 липня 1814 року до битви при Ранкагуа (1–2 жовтня), де перемога роялістів поклала кінець патріотичного уряду та поклала початок «Реконкісті» з 1814 по 1817 рік, відновлення імперського стандарту. Востаннє триколірний прапор вивішувався під час битви при Лос-Папелес (Batalla de los Papeles), але він знову з’явився на кораблях, які Хосе Мігель Каррера привіз у 1817 році та під час його кампанії в Аргентині (1820–1821). Реконкіста завершилася перемогою Визвольної армії Анд (Ejército Liberatador de los Andes) у Битві при Чакабуко 12 лютого 1817 року. У цій битві патріотичні війська билися з армійським полковником і прапором Армії Анд, натхненним прапором Аргентини, без повторного прийняття синьо-біло-жовтого штандарту.
Сьогодні прапор «Patria Vieja» використовується під час меморіальних служб за лосями чилійського історичного періоду, які проводить Національний інститут («Instituto Nacional General José Miguel Carrera»), який уряд Каррери заснував 10 серпня 1813. Емблема, прийнята як символ на початку кар'єризму, згодом була прийнята чилійським націоналістичним рухом. Наприклад, прапор із накладеною емблемою у вигляді червоної блискавки був символом Націонал-соціалістичного руху Чилі між 1932 і 1938 роками.

Прапор Націонал-соціалістичного руху Чилі (1932-1938).

### Прапор переходу (1817–1818)

Прапор переходу (1817–1818).

Можливий прапор, який використовувався протягом деяких днів 1817 року

Перемога в битві при Чакабуко 26 травня 1817 року поклала початок новому періоду, відомому як «Patria Nueva»(Нова Вітчизна). Того дня було прийнято новий прапор, відомий сьогодні як Прапор переходу (Bandera de la Transición), і він визнаний першим національним прапором і останнім прапором, який використовувався до того, що використовується зараз. У той час було широко розголошено, що дизайн приписували Хуану Грегоріо де Лас Герасу. Цей прапор мав три однакові смуги: синю, білу та червону, що ідентично прапору докомуністичного Королівства Югославії. Нижня червона смуга замінила жовту з прапора 1812 року. Походження кольорів прапора було засноване на описі, наданому Алонсо де Ерсілья-і-Суньїга як на знаках розрізнення військ мапуче. Значення цих кольорів було еквівалентним значенням "Patria Vieja", за винятком того, що жовтий замінив червоний, щоб символізувати кров, яка була пролита під час багатьох конфліктів.
Незважаючи на початковий ентузіазм, прапор не отримав офіційної легалізації і через п'ять місяців зник. Однією з причин його відміни було те, що його легко сплутати з прапором Нідерландів і триколором революційної Франції, з яких він був натхненний.
Відповідно до «Загальної історії Чилі» Дієго Барроса Арана, востаннє Прапор Перехідного періоду було розгорнуто на церемонії вшанування Битви при Ранкагуа, за два тижні до прийняття нинішнього державного прапора. Однак є інформація про можливий третій прапор між Перехідним і Остаточним, який би поміняв порядок білих і блакитних смуг і містив п'ятипроменеву білу зірку на центральній смузі, але це не достовірно, і не так прийнято більшістю чилійських істориків. 

### Третій і поточний прапор

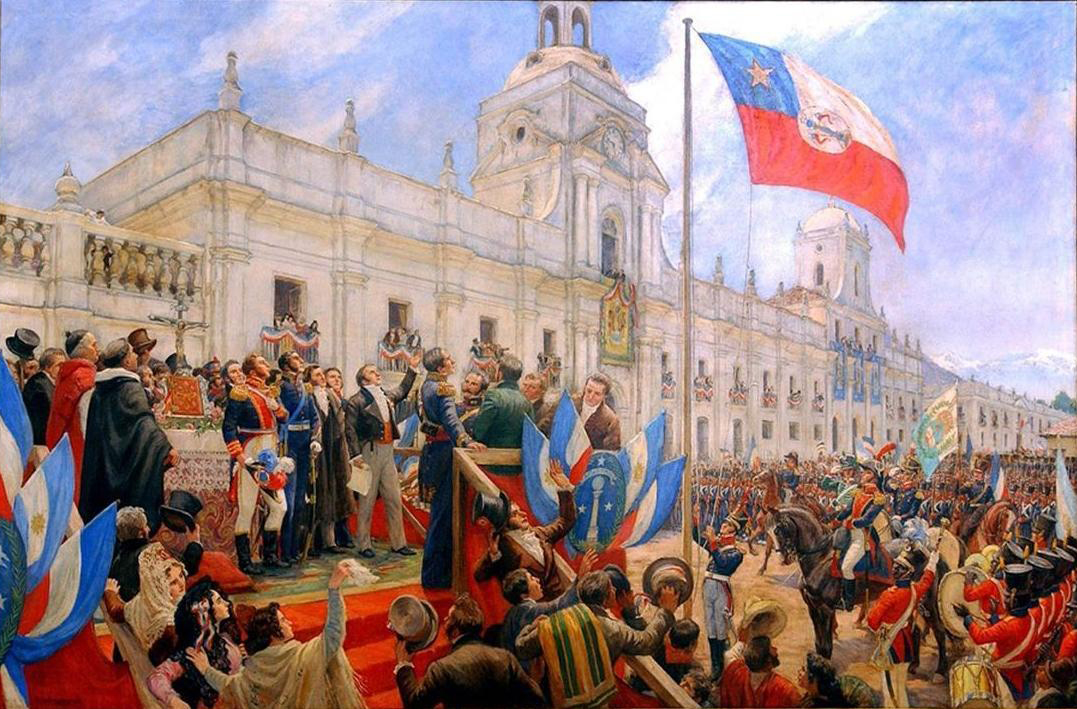
Під час проголошення Декларації незалежності Чилі сьогоднішній прапор було піднято вперше.

Відтворення оригінального дизайну.

Дизайн нинішнього чилійського прапора зазвичай приписують військовому міністру Хосе Ігнасіо Зентено, розроблений іспанським солдатом Антоніо Аркос, хоча історики стверджують, що це був Грегоріо де Андіа і Варела, який намалював його.
18 жовтня 1817 року прапор офіційно затвердили указом, що лише опосередковано вказує на відсутність його копії, який було офіційно представлено під час церемонії проголошення незалежності 12 лютого 1818 року, на якій прапороносцем був Томас Гуідо.
Оригінальний прапор був розроблений відповідно до Золотого перетину, що відображено у співвідношенні ширини білої та синьої частин прапора, а також кількох елементів синього кантону. Зірка не виглядає вертикально в центрі прямокутного кантону, натомість верхня точка здається трохи нахиленою до полюса таким чином, що проекції її сторін ділять довжину золотої пропорції кантону. Крім того, у центрі надруковано державний герб, відомий з попереднього Прапора Перехідного періоду та прийнятий у 1817 році.

Зразок Guñelve.

Прийняття зіркової конфігурації сходить до зірки, яку використовували мапуче. За словами О'Гіггінса, зіркою прапора була зірка Арауко. В іконографії мапуче ранкова зірка або Венера, (Мапудунґун: Wünelfe або Іспанізоване Guñelve) зображувався через фігуру октаграми зірки або листчастого хреста. Хоча на зірці, яка була остаточно прийнята, була зірка з п’ятьма точками з дизайном «guñelve», який залишився відображеним у зірочці, вставленій у центрі зірки, що символізує поєднання європейських і місцевих традицій.

Сучасний прапор Чилі.

Ці проєкти незабаром пішли в забуття через складність конструкції прапора. Таким чином, вишита печатка і восьмипроменева зірочка зникли, а зірка трималася повністю вертикально. У 1854 році пропорцію було визначено згідно з кольорами прапора, залишивши кантон у вигляді квадрата, а співвідношення підйому до льотка встановили 2:3. Нарешті, у 1912 році було встановлено діаметр зірки, визначено пріоритет кольорів на президентському прапорі та декоративній кокарді, встановивши порядок як синій, білий та червоний зверху вниз або зліва направо від глядача.
Пізніше всі ці домовленості будуть перероблені Декретом № 1534 від 1967 року Міністерства внутрішніх справ під час уряду Едуардо Фрей Монтальва. У цьому документі були встановлені державні емблеми, герб, кокарда та президентський штандарт. Тим часом Політична конституція Чилі 1980 року встановлює в першому пункті статті 222, що всі жителі республіки повинні поважати Чилі та її національні емблеми.

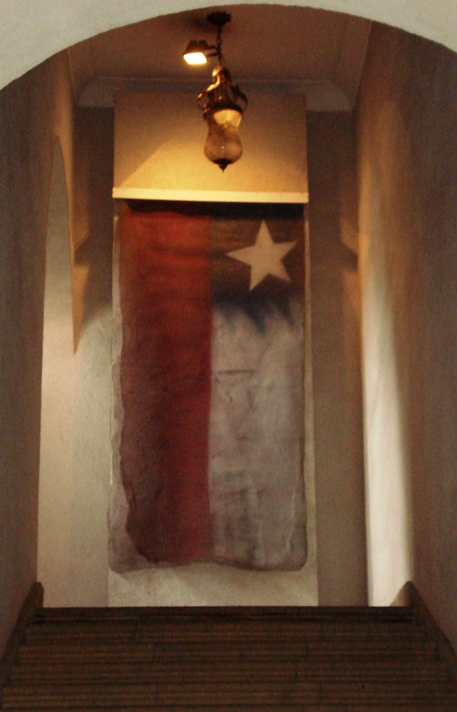
Час Прапорів художника Рікардо Меза, розташована на стіні сходів, які ведуть на другий поверх Палацу Ла-Монеда.

Залишилося небагато записів про оригінальний дизайн, найціннішим є прапор, використаний у Декларації незалежності, який мав ширину два метри та довжину трохи більше 60 сантиметрів. Прапор захищався різними спадковими установами, доки його не викрали в 1980 році члени Революційного лівого руху на знак протесту проти військової диктатури. Ця група зберегла зразок і повернула його наприкінці 2003 року до Національного історичного музею, де його можна знайти сьогодні.
Існує досить популярна легенда в Чилі, яка стверджує, що цей третій прапор Чилі виграв конкурс «Найкрасивіший національний прапор у світі». Його найпоширеніша версія свідчить, що це сталося в 1907 році в Бланкенберге, Бельгія, на узбережжі Балтійського моря [sic]. Інші версії цієї історії говорять, що це сталося в 19 столітті, або що чилійський прапор був розміщений другим після французького прапора; Є навіть варіації, які говорять про національний гімн Чилі, ставлячи його або на перше місце, або на друге, після Марсельєзи. Той факт, що єдина задокументована версія цієї історії містить неправильні основні деталі (Бельгія має узбережжя Північного моря, а не Балтійського моря), погано впливає на її історичну точність.

## Конструкція прапора
Конструкція прапора Чилі в даний час офіційно визначена у Верховному указі № 1534 Міністерства внутрішніх справ, опублікованому в 1967 році, про використання національних гербів, який систематизував і консолідував різні закони та нормативні акти з цього питання. (Інші закони включають Закон № 2597 від 11 січня 1912 року про кольори та пропорції державного прапора, президентської стрічки та розетки або кокарди, а також Верховний указ № 5805 Міністерства внутрішніх справ, опублікований 26 серпня 1927 року, встановлює розмір державного прапора для використання в будівлях і громадських установах.) Згідно з указом, співвідношення довжини та ширини прапора становить 3:2, розділяючись по горизонталі на дві смуги однакового розміру. У той час як нижня частина відповідає червоному кольору, верхня частина поділена один раз на синій квадрат і білий прямокутник, довжина яких відповідає 1:2. Зірка розташована в центрі синього кантону і побудована на колі, діаметр якого дорівнює половині сторони кантону.
|                     |
| Конструкція прапора |

## Кольорова схема
Точні відтінки кольорів не визначені законодавством, але вони вказані як «бірюзово-блакитний», «білий» і «червоний». Приблизні значення нижче:
|      | Блакитний      | Червоний      | Білий       |
| ---- | -------------- | ------------- | ----------- |
| RGB  | 0-57-166       | 213-43-30     | 255-255-255 |
| HEX  | #0039a6        | #d52b1e       | #FFFFFF     |
| CMYK | 100, 66, 0, 35 | 0, 80, 86, 16 | 0, 0, 0, 0  |

## Подібні прапори
Прапор американського штату Техас схожий на прапор Чилі. Прапор Техасу був розроблений і прийнятий 25 січня 1839 року; тоді як в Чилі прийняли прапор, схожий на сьогоднішній прапор Чилі, 22 роки до цього, 18 жовтня 1817 року.
Як і Техас, 17 січня 1840 р; коаліція дворян із мексиканських штатів Коауїла, Нуево-Леон і Тамауліпас виступала за відокремлення від Мексики для створення власної федеративної республіки під назвою Республіка Ріо-Гранде зі столицею в Ларедо (сьогодні частина Техасу), але на відміну від Техасу, ніколи не була офіційно визнана і припинила існування 6 листопада того ж року. Її прапор був схожий на прапор Техасу тим, що там було три зірки з червоним підйомником і чорно-білі смуги збоку замість однієї зірки з синім підйомником і біло-червоними смугами.
| Flag of the Republic of the Rio Grande (1840) |
| Прапор Техасу (1839)                          |

| Flag of the United States           |
| Прапор Республіки Ріо-Гранде (1840) |

|                   |
| Прапор США (1960) |

|                                                     |
| Перший Прапор Конфедеративних штатів Америки (1861) |

У 1822 році під час Війни за незалежність Перу війська як Визвольної експедиції Перу (Expedición Libertadora del Perú), так і Об’єднаної визвольної армії Перу (Ejército Unido Libertador del Perú ) використовували штандарт, який був ідентичним сучасному прапору Чилі, за винятком того, що їхній прапор мав три зірки в кантоні, що символізували три нації, об’єднані справою незалежності: Аргентинських провінцій, Чилі та Перу.
|                                          |
| Прапор Визвольної експедиції Перу (1820) |

З іншого боку, чилійський прапор слугував джерелом натхнення для прихильників незалежності Куби на початку Десятирічної війни у так званому Військовому кличі Яри (іспанською:  Grito de Yara) у 1868 році. Лідер цієї революції, Карлос Мануель де Сеспедес, мав натхнення створити перший кубинський прапор під назвою «La Demajagua» на честь місця, де почалося повстання. Дві головні відмінності полягають у тому, що червоний і синій кольори інвертовані і що червоний кантон простягається до середини полотна замість однієї третини, як на чилійському прапорі.
Сеспедес був натхненний чилійським прапором як способом вшанування зусиль Бенджаміна Вікунья Маккенна від імені Чилі досягти незалежності Кубі після поразки Іспанії у війні за острови Чінча. За словами сина Сеспедеса, його батько «уявив новий прапор, який мав би ті ж кольори, що й прапор Каррерас і О'Гіггінса, і який би відрізнявся розміщенням цих кольорів». Однак прапор не мав великого успіху, і попередній дизайн став остаточним кубинським прапором.
|                                               |
| Прапор Куби під час Десятирічної війни (1868) |

Прапор Ліберії, прийнятий у 1847 році, також містить одну зірку на кантоні, але він має кілька горизонтальних смуг, подібних до прапора Сполучених Штатів.
|                       |
| Прапор Ліберії (1847) |

Крім того, Прапор Малакки, штату Малайзії, подібний, оскільки має однакові кольори (за винятком жовтої зірки та місяця) і подібний дизайн кантону, хоча пропорції та порядок кольорів відрізняються.
|                                    |
| Прапор малазійського штату Малакка |

Штат Амазонас у Бразилії також прийняв подібний прапор у 1982 році. На його прапорі також є витягнутий синій кантон із кількома зірками.
|                                            |
| Прапор бразильського штату Амазонас (1982) |

Провінція Катамарка в Аргентині прийняла прапор у 2011 році, який має майже такий самий колір, але синій блідіший, із жовтою рамкою та сонцем із двома оливковими гілками в центрі.
|                            |
| Прапор провінції Катамарка |